# 甜心家族
甜心家族（2007年11月19日–2013年3月29日）曾是香港電台第二台家庭式節目，其目的為鼓勵家人多溝通，建立和諧關係；促進人與人間守望相助精神，以及營造一個適合一家大小收聽的下午節目。
播放時間為逢星期一至星期五下午3點至5點，由王書麒、程潔瑩、Lu主持。甜心家族亦是香港電台第二台的皇牌節目之一。因應香港電台第二台節目改革，本節目於2013年3月29日播出最後一集。

## 節目流程
- 1500-1530:書程3.3

點唱環節，歡迎Fax至23396453 或Email至sweethome@rthk.org.hk 
- 1530-1630:家事議論區 及 人民互助社

（星期五 人民互助社:QQ常識仔/QQ 估歌仔 /QQ唱歌仔）
- 1630-1700:

星期一:愛心家族

星期二:煲劇家族

星期三:潮人家族

星期四:飲食家族

星期五:Miss Ching Ching午安

## 節目活動
節目在2011年8月開始舉辦"愛‧家書比賽"。

同時在2011年暑假亦舉辦"甜心家族─親子十八式"，「甜心家族─親子十八式」鼓勵父母透過學習與交流，領略親子之道。父母做得好，子女會更好。十八輯節目會以短劇形式帶出主題，由親子專家─家庭議會成員黃寶財教授指導若遇到同類問題的處理方法，繼而鼓勵聽眾致電分享有關經驗及心得。

## 外部連結
- 香港電台節目網頁 （页面存档备份，存于）

| 前一節目： Made in Hong Kong 李志剛 | 香港電台第二台節目 星期一至星期五下午3時5時 | 下一節目： Gimme 5 |